# Referendum costituzionale in Irlanda del 2009
Il referendum costituzionale in Irlanda del 2009 si tenne il 2 ottobre ed ebbe ad oggetto la ratifica del Trattato di Lisbona, già respinta dal referendum costituzionale del 2008.
Prevalsero i sì col 67,13%; si trattò del ventottesimo emendamento alla Costituzione irlandese, promulgato il 15 ottobre successivo. Nonostante l'emendamento del 2008 fosse stato anch'esso designato come 28º emendamento, la proposta di modifica per il 2009 mantenne la stessa numerazione, dato che nessun altro emendamento era stato frattanto approvato.

## Scenario
Una decisione del 1987 presa dalla Corte Suprema stabilì che la ratifica da parte dell'Irlanda di qualsiasi cambiamento significativo ai Trattati sull'Unione europea, necessitava una modifica alla Costituzione irlandese. Tutti i cambiamento costituzionali necessitano di approvazione popolare tramite referendum.
Un referendum sul Trattato che adotta una Costituzione per l'Europa doveva già tenersi nel 2005 o nel 2006, ma fu cancellato a seguito della mancata approvazione della Costituzione da parte dei votanti al referendum francese ed al referendum olandese del 2005. Il Trattato di Lisbona rappresenta il compromesso politico europeo a cui si giunse a seguito della mancata ratifica da parte di questi ultimi due Paesi; esso preserva gran parte del contenuto della Costituzione, specialmente le nuove regole sul funzionamento delle istituzioni europee, ma rinuncia a qualsiasi allusione simbolica al concetto di Costituzione.
L'Irlanda è l'unico membro dell'UE ad aver finora tenuto referendum sul Trattato. La ratifica del Trattato negli altri stati membri viene decisa dal singoli parlamenti nazionali; il referendum fa parte, nell'insieme, dell'iter di ratifica transnazionale, che necessita l'approvazione da parte di tutti gli stati membri, oltre che dal Parlamento europeo. Un voto negativo potrebbe bloccare l'approvazione del trattato in tutta l'Unione. Il Trattato di Nizza era già stato ratificato dall'Irlanda nel 2002, dopo che era stato bocciato con uno stretto margine nel 2001.
I sondaggi condotti nel gennaio 2009 mostrarono che la crisi finanziaria globale aveva fatto mutare il parere degli irlandesi in favore del Trattato di Lisbona, con il 55% degli elettori a favore, e il 37% contro. Verso fine mese invece, il 58% era a favore ed il 28% contro. Un sondaggio dell'aprile 2009 mostrò che il 54% era a favore ed il 24% contro. I sondaggi di maggio videro invece un 52 a favore contro il 29% che si mostrava contrario, e in seguito i favorevoli passarono al 54%, contro il 28%.

## Articolo 29.4

### Testo precedente
L'attuale articolo 29.4 della Costituzione irlandese recita:
- 1. Il potere esecutivo dello Stato, all'interno o in relazione alle sue relazioni esterne, è esercitato, in accordo con l'Articolo 28 di questa Costituzione, dal Governo.
- 2. Ai fini dell'esercizio delle funzioni esecutive dello Stato o in connessione con le sue relazioni esterne, il Governo può, nella misura e soggetti a queste condizioni, se del caso, come può essere determinato dalla legge, di avvalersi o di adottare qualsiasi organo, strumento, o il metodo di procedura utilizzata o adottati al fine, come da parte dei membri di qualsiasi gruppo o Lega delle nazioni con le quali lo Stato è o diventa associato ai fini della cooperazione internazionale in materia di interesse comune.
- 3. Lo Stato può aderire alla Comunità Europea del Carbone e dell'Acciaio, istituita dal Trattato firmato a Parigi il 18 aprile 1951, della Comunità Economica Europea, istituita dal Trattato firmato a Roma il 25 marzo 1957) e della Comunità Europea dell'Energia Atomica, istituita dal Trattato firmato a Roma il 25 marzo 1957). Lo Stato può ratificare l'Atto Unico Europeo (firmato per parte degli Stati Membri delle Comunità a Lussemburgo il 17 febbraio 1986 ed a L'Aia il 28 febbraio 1986).
- 4. Lo Stato ratifica il Trattato sull'Unione europea firmato a Maastricht il 7 febbraio 1992, e può divenire membro dell'Unione.
- 5. Lo Stato ratifica il Trattato di Amsterdam che modifica il Trattato sull'Unione europea, i Trattati che istituiscono le Comunità Europee e alcuni Atti collegati, firmati ad Amsterdam il 2 ottobre 1997.
- 6. Lo Stato può esercitare l'opzione prevista dagli articoli 1.11, 2.5 e 2.15 del Trattato di cui alla sottosezione 5 di questa sezione, e il secondo ed il quarto Protocollo del sopracitato Trattato, ma qualsiasi esercizio di opzione dovrà essere soggetto a preventiva approvazione di entrambe le camere dell'Oireachtas.
- 7. Lo Stato può ratificare il Trattato di Nizza che emenda il Trattato sull'Unione europea, i Trattati istitutivi delle Comunità europee ed alcuni atti correlati firmati a Nizza il 26 febbraio 2001.
- 8. Lo Stato può esercitare le deroghe previste dagli Articoli 1.6, 1.9, 1.11, 1.12, 1.13 e 2.1 del Trattato di cui alla sottosezione 7 di questa sezione, e ciascuna di queste opzioni deve essere soggetta alla preventiva approvazione di entrambe le Camere del Oireachtas.
- 9. Lo Stato non adotterà una decisione presa dal Consiglio Europeo in merito all'istituzione di una politica comune di difesa, secondo l'Articolo 1.2 del Trattato di cui alla sottosezione 7 della presente sezione, nel caso in cui la difesa comune dovesse includere la Nazione.
- 10. Nessun articolo di questa Costituzione invalida invalida le leggi approvate per ottemperare agli obblighi provenienti dall'adesione all'Unione europea, o impedisce alle leggi, agli atti o alle misure approvate dall'Unione europea o dagli uffici competenti, secondo quanto affermato dai Trattati, di entrare in vigore all'interno dello Stato.
- 11. Lo Stato ratifica l'Accordo relativo al brevetto comunitario firmato a Lussemburgo il 15 dicembre 1989.

## Modifiche approvate
Emendamento all'articolo 29.4.3 (da abrogare solo la parte in grassetto)
- 3. Lo Stato ratifica il Trattato che istituisce la Comunità Europea del Carbone e dell'Acciaio, istituita dal trattato firmato a Parigi il 10 aprile 1951, della Comunità Economica Europea, istituita dal trattato firmato a Roma il 25 marzo 1957 e la Comunità Europea dell'Energia atomica, istituita dal Trattato firmato a Roma il 25 marzo 1957. Lo Stato può ratifica l'Atto Unico Europeo, firmato tra gli Stati membri della Comunità il 17 febbraio 1986 a Lussemburgo ed il 28 febbraio 1986 all'Aia.

Abrogazione degli articoli dal 29.4.4 al 29.4.11
Emendamenti agli articoli dal 29.4.4 al 29.4.9:
- 4. L'Irlanda afferma il proprio impegno all'interno dell'Unione europea insieme agli altri Stati membri operano insieme per promuovere la pace, valori condivisi e il benessere dei propri popoli.
- 5. Lo Stato ratifica il Trattato di Lisbona che emenda il Trattato sull'Unione europea ed il Trattato che istituisce la Comunità Europea, firmato a Lisbona il 13 dicembre 2007, e può essere membro dell'Unione europea istituita in virtù di tale Trattato.
- 6. Nessuna misura di questa Costituzione invalida le leggi promulgate, si comporta fatta o misure adottata dallo Stato, prima o dopo l'entrata in vigore del Trattato di Lisbona, quanto è reso necessario dagli obblighi derivanti dall'adesione all'Unione Europea ai sensi del comma 5 di questo Trattato, di quello della Comunità Europea dell'Energia Atomica, o impedisce alle leggi promulgate, di conformarsi agli atti adottati:
  - I. dall'Unione europea o dalla Comunità Europea dell'Energia Atomica, o dai loro uffici,
  - II. dai Trattati dalla Comunità Europee o sull'Unione europea in vigore immediatamente prima dell'entrata in vigore del Trattato di Lisbona, o dai loro uffici
  - III. dagli uffici competenti ai sensi dei trattati suddetti, per essere conformati alla legislazione dello Stato
- 7. Lo Stato può esercitare le deroghe:
  - I. ai sensi dell'articolo 20 del Trattato sull'Unione europea, in relazione alla miglior cooperazione,
  - II. ai sensi dal Protocollo 19 di Schengen, integrato nel contesto dell'Unione europea annesso a quel trattato, ed al Trattato sul Funzionamento dell'Unione europea (precedentemente conosciuto come Trattato che istituisce la Comunità Europea),
  - III. ai sensi dal Protocollo 21 sulla posizione di Regno Unito e dell'Irlanda rispetto all'area di libertà, sicurezza e giustizia, l'applicazione di tali deroghe dovrà essere soggetta alla preventiva approvazione parlamentare.
- 8. Lo Stato approva le decisioni, i regolamenti o altri atti:
  - I. ai sensi del Trattato sull'Unione europea e del Trattato sul Funzionamento dell'Unione europea, autorizzate dal Consiglio dell'Unione europea non all'unanimità,
  - II. ai sensi dei trattati che autorizzano l'adozione di procedure legislative ordinarie,
  - III. ai sensi del sottoparagrafo (d) dell'articolo 82.2, terzo comma dell'articolo 83.1 e dei paragrafi 1 e 4 dell'articolo 86 del Trattato sul Funzionamento di Unione Europea, concernente la zona di libertà, di sicurezza e di giustizia, l'applicazione di tali deroghe dovrà essere soggetta alla preventiva approvazione parlamentare.
- 9. Lo Stato non applica la decisione adottata dal Consiglio europeo che ha istituito la difesa comune ai sensi dell'articolo 42 del Trattato sull'Unione europea, e tutto ciò che ne discende per lo Stato

## Campagna referendaria

### Partecipanti
| Organizzazione                    | Esponente                      | Campagna |
| --------------------------------- | ------------------------------ | -------- |
| Fianna Fáil                       | Brian Cowen, Micheál Martin    | Sì       |
| Fine Gael                         | Enda Kenny                     | Sì       |
| Generation Yes                    | Andrew Byrne                   | Sì       |
| Partito dei Verdi                 | John Gormley                   | Sì       |
| Intel Ireland                     | Jim O'Hara                     | Sì       |
| Irlanda per l'Europa              | Pat Cox                        | Sì       |
| Partito Laburista                 | Eamon Gilmore                  | Sì       |
| I Liberali                        | Neil Nelligan                  | Sì       |
| Ryanair                           | Michael O'Leary                | Sì       |
| We Belong                         | Olivia Buckley                 | Sì       |
| Commissione Referendaria          | Frank Clarke                   | Neutrale |
| Cóir                              | Richard Greene                 | No       |
| Libertas                          | Declan Ganley                  | No       |
| Piattaforma Nazionale             | Anthony Coughlan               | No       |
| Alleanza Pace e Neutralità        | Roger Cole                     | No       |
| Partito Socialista dei Lavoratori | Richard Boyd Barrett           | No       |
| Movimento Popolare                | Patricia McKenna               | No       |
| Sinn Féin                         | Gerry Adams, Mary Lou McDonald | No       |
| Partito Socialista                | Joe Higgins                    | No       |
| EFD / UKIP                        | Nigel Farage                   | No       |
| Partito Operaio                   | Mick Finnegan                  | No       |

## Sondaggi
| Data sondaggio    | Effettuato da                       | Campione | A favore | Contro | Indecisi |
| ----------------- | ----------------------------------- | -------- | -------- | ------ | -------- |
| 27 settembre 2009 | Sunday Independent/Quantum Research | 1.000    | 68%      | 17%    | 15%      |
| 26 settembre 2009 | Red C/Sunday Business Post          | 1.000    | 55%      | 27%    | 18%      |
| 25 settembre 2009 | TNS/mrbi/Irish Times                | 1.000    | 48%      | 33%    | 19%      |
| 18 settembre 2009 | Millward Brown/Lansdowne            | 1.000    | 53%      | 26%    | 21%      |
| 12 settembre 2009 | Quantum Research/Sunday Independent | 1.000    | 63%      | 15%    | 22%      |
| 12 settembre 2009 | Red C/Post                          | 1.000    | 52%      | 25%    | 23%      |
| 4 settembre 2009  | TNS/mrbi                            | 1.000    | 46%      | 29%    | 25%      |
| 28 maggio 2009    | TNS/mrbi                            | 2.000    | 54%      | 28%    | 18%      |
| 13 maggio 2009    | TNS/mrbi                            | 2.000    | 52%      | 29%    | 19%      |
| 25 aprile 2009    | Quantum Research                    | 500      | 54%      | 24%    | 22%      |
| 28 gennaio 2009   | Red C/Post                          | 1.001    | 58%      | 28%    | 14%      |
| 23 gennaio 2009   | Lansdowne                           | 1.000    | 58%      | 29%    | 12%      |
| 20 gennaio 2009   | Quantum Research                    | 500      | 55%      | 37%    | 8%       |

## Voto
Gli iscritti alle liste elettorali erano 3.078.132; ad eccezione di alcune isole esterne, che andarono al voto due giorni prima del resto della nazione, il voto ufficiale si svolse il 2 ottobre 2009 dalle 07:00 alle 22:00. Lo scrutinio iniziò la mattina seguente alle 09:00.

## Risultati

### Livello nazionale
| Preferenza           | Voti      | %     |
| -------------------- | --------- | ----- |
| Sì                   | 1.214.268 | 67,13 |
| No                   | 594.606   | 32,87 |
| Totale               |           |       |
| Schede bianche/nulle |           |       |
| Votanti              | 1.816.097 |       |
| Elettori             | 3.078.132 |       |

### Per circoscrizione
| Circoscrizione          | Aventi diritto | Affluenza alle urne (%) | Si            | No            |
| ----------------------- | -------------- | ----------------------- | ------------- | ------------- |
| Carlow-Kilkenny         | 104.387        | 60.544 (58)             | 42.499        | 17.755        |
| Cavan-Monaghan          | 95.270         | 56.304 (59,1)           | 34.740        | 21,301        |
| Clare                   | 82.292         | 46.824 (56,9)           | 33.707 (72,3) | 12.898 (27,7) |
| Cork East               | 84.411         | 48.536 (57,5)           | 31.956        | 16.387        |
| Cork North Central      | 65.348         | 38.947 (59,6)           | 21.642 (55,8) | 17.136 (44,2) |
| Cork North West         | 64.759         | 39.373 (60,8)           | 27.249        | 11.942        |
| Cork South Central      | 89.655         | 54.957 (60,3)           | 36.040        | 17.874        |
| Cork South West         | 58.657         | 35.546 (60,6)           | 23.764 (67.2) | 11.610        |
| Donegal North East      | 56.935         | 29.264 (51,4)           | 14.156        | 15,005        |
| Donegal South West      | 60.340         | 31.557 (52,3)           | 15.623        | 15.794        |
| Dublin Central          | 56.451         | 30.098 (53,3)           | 18.545        | 11.396        |
| Dublin Mid West         | 62.651         | 36.838 (55,8)           | 21.435        | 13.424 (38,5) |
| Dublin North            | 83.251         | 57.162 (61,3)           | 36.971        | 13.895        |
| Dublin North Central    | 50.946         | 33.420 (65,6)           | 23.692        | 9.624         |
| Dublin North East       | 52.499         | 33.284 (63,4)           | 21.045        | 12.117        |
| Dublin North West       | 49.813         | 28.692 (57,6)           | 15.734        | 12.850        |
| Dublin South            | 98.225         | 58.453 (59,5)           | 47.549        | 10.672        |
| Dublin South Central    | 80.756         | 44.819 (55,5)           | 25.854        | 18.742        |
| Dublin South East       | 54.794         | 29.972 (54,7)           | 23.478        | 6.365         |
| Dublin South West       | 68.497         | 39.522 (57,7)           | 23.192        | 16.178        |
| Dublin West             | 52.649         | 31.326 (59,5)           | 21.429        | 9.852         |
| Dún Laoghaire           | 76.503         | 65.765 (74,2)           | 45.917        | 10.651        |
| Galway East             | 80.320         | 45.059 (56,1)           | 30.549        | 14.306        |
| Galway West             | 86.538         | 46.903 (54,2)           | 31.000        | 15.732        |
| Kerry North             | 55.511         | 30.864 (55,6)           | 19.543        | 11.193        |
| Kerry South             | 52.023         | 30.381 (58,4)           | 20.092        | 10.170        |
| Kildare North           | 73.606         | 42.176 (57,3)           | 32.012        | 10.002        |
| Kildare South           | 56.177         | 31.065 (55,3)           | 21.568        | 9.373         |
| Laois-Offaly            | 107.303        | 63.952 (59,6)           | 46.624        | 17.097        |
| Limerick East           | 73.734         | 44.977 (61)             | 30.210        | 14.607        |
| Limerick West           | 58.206         | 33.817 (58,1)           | 23.366        | 10.343 (30.7) |
| Longford-Westmeath      | 88.390         | 61.973 (53,4)           | 30.870        | 16.156        |
| Louth                   | 84.360         | 49.603 (58,8)           | 30.116        | 19.241        |
| Mayo                    | 95.466         | 55.370 (58)             | 34.056        | 21.132        |
| Meath East              | 68.869         | 38.636 (56,1)           | 27.822        | 10.653        |
| Meath West              | 58.585         | 35.736 (61)             | 23,103        | 12,504        |
| Roscommon-South Leitrim | 59,871         | 38.916 (65)             | 25580         | 13.194        |
| Sligo-North Leitrim     | 56.286         | 58,9                    | 21,295 (64.5) | 11.744 (35,5) |
| Tipperary North         | 48.446         | 42.721 (75,9)           | 25.768 (70,4) | 10.846 (29,6) |
| Tipperary South         | 61.439         | 33.361 (54,3)           | 22.712 (68,4) | 10.483 (31,6) |
| Waterford               | 73.589         | 45.110 (61,3)           | 30,744        | 14.116        |
| Wexford                 | 103.412        | 60.800 (58,8)           | 39.463        | 21.067        |
| Wicklow                 | 86.812         | 58.945 (67,9)           | 41.540        | 17.174        |